# Vas
Vas — группа, играющая в стиле «alternative world» состоит из вокалистки Азам Али (уроженки Тегерана, Иран) и американского ударника Грэга Эллиса. Композиции этого проекта исполняются преимущественно на персидском языке.
Vas часто сравнивают с австралийской группой Dead Can Dance. В настоящее время группа выпустила 4 полноценных альбома, оба участника проекта одновременно выпустили несколько сольных альбомов и участвовали в проектах со стороны. После выхода их последнего совместного творения Feast of Silence оба музыканта параллельно продолжают плодотворную самостоятельную работу независимо друг от друга.
Азам Али родилась в Тегеране (Иран), жила в Индии, потом эмигрировала в Лос-Анджелес, Калифорния (США), где в 1985 году начала изучать музыку и игру на восточных инструментах. Эллис Грег родился и жил в Лос-Гатосе, Калифорния, где он с 12 лет сначала учится играть на барабанах. Эллис приехал в Лос-Анджелес в 1984 году и начал работать в качестве ударника. Два музыканта встретились в КУЛА в 1995, послушали игру друг друга, и вскоре после этого сформировали группу Vas.

## Дискография

### Альбомы
- Sunyata Narada (1997)
- Offerings Narada (1998)
- In the Garden of Souls Narada (2000)
- Feast of Silence Narada (2004)

### Сборники
- Refuge on Earthdance 2CD (1998)
- The Reaper and the Flowers on Asleep By Dawn Issue Two (2004)
- The Next Generation - Narada Sampler

## Участники Vas
- Азам Али (1995 — по настоящее) — вокал, танпура, ударные
- Грег Эллис (1995 — по настоящее) — уду, фабла, думбек, нагара, тарелки, колокольчики, ударные, клавишные
- Камерон Стоун (2000) — виолончель In the Garden of Souls

## Сольные проекты
- Азам Али
- Niyaz (Азам Али, Лога Торкиан)
- Roseland (Азам Али, Тайлер Бетес, Грег Эллис)
- RhythmPharm (Грег Эллис)